# Dubravka Dačić
Dubravka Dačić, slovensko-italijanska košarkarica, * 6. maj 1985, Koper.